# Sociedade de Linguística Românica
A Sociedade de Linguística Românica (em francês:  Société de linguistique romane) é uma sociedade erudita fundada em Paris em 1924 por Adolphe Terracher e Oscar Bloch, com a participação de vários romanistas de vinte países. Encerrada durante a Segunda Guerra Mundial, foi reaberta em 1953 no VII Congresso de Linguística Românica de Barcelona.
Em 2013, tinha 1 029 membros, incluindo 602 membros individuais de trinta e quatro países diferentes, e 427 bibliotecas e instituições pertencentes a quarenta e cinco países.

## Presidentes
- Ferdinand Brunot, entre 1924 e 1928
- Karl Jaberg, entre 1928 e 1930
- Giulio Bertoni, entre 1930 e 1932
- Mario Roques, entre 1932 e 1934
- Ramón Menéndez Pidal, entre 1934 e 1937
- Mario Roques, entre 1937 e 1940 e entre 1953 e 1961
- Walther von Wartburg, entre 1962 e 1965
- John Orr, entre 1965 e 1966
- Antoni Maria Badia i Margarit, entre 1968 e 1971
- Kurt Baldinger, entre 1971 e 1974
- Bernard Pottier, entre 1974 e 1977
- Manuel Alvar, entre 1977 e 1980
- Eugenio Coseriu, entre 1980 e 1983
- Aurelio Roncaglia, entre 1983 e 1986
- Max Pfister, entre 1986 e 1989
- Robert Martin, entre 1989 e 1992
- Gerold Hilty, entre 1992 e 1995
- Alberto Vàrvaro, entre 1995 e 1998
- Marc Wilmet, entre 1998 e 2001
- Günter Holtus, entre 2001 e 2004
- Emilio Ridruejo, entre 2004 e 2007
- Maria Iliescu, entre 2007 e 2010
- Jean-Pierre Chambon, entre 2010 e 2013
- David A. Trotter após 2013